# Lahontandam

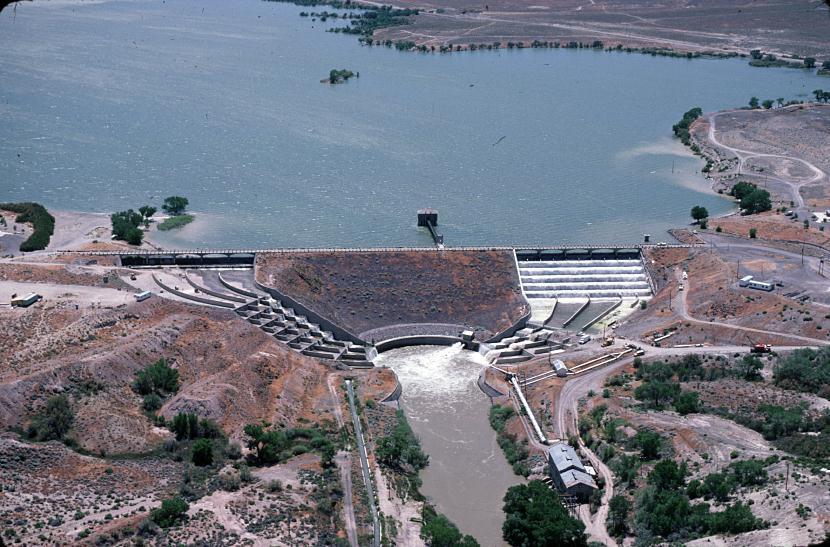
De Lahontandam

De Lahontandam is een stuwdam op de Carson River in de Amerikaanse staat Nevada, tussen Carson City en Fallon. De dam heeft het Lahontan-stuwmeer gevormd. De bouw ervan begon in 1911 en werd in 1915 voltooid. De dam maakte deel uit van het Newlands-project. Het hoofddoel van de dam is de voorziening van irrigatiewater. Bovendien is de stuwdam een bron van elektriciteit. Sinds 1981 staat het bouwwerk op het National Register of Historic Places.